# Liste der Einträge im National Register of Historic Places im Dallas County (Arkansas)
Die Liste der Registered Historic Places im Dallas County führt alle Bauwerke und historischen Stätten im Dallas County in Arkansas auf, die in das National Register of Historic Places aufgenommen wurden.

## Aktuelle Einträge
| Lfd. Nr. | Name                                                       | Bild | Datum der Eintragung | Adresse/Lage                                                     | Ort           | ID-Nr.    | Beschreibung |
| -------- | ---------------------------------------------------------- | ---- | -------------------- | ---------------------------------------------------------------- | ------------- | --------- | ------------ |
| 1        | Amis House                                                 |      | 28. Okt. 1983        | 2nd St.                                                          | Fordyce       | 83003460  |              |
| 2        | Henry Atchley House                                        |      | 28. Okt. 1983        | abseits AR 8                                                     | Dalark        | 83003461  |              |
| 3        | Attwood House                                              |      | 18. Mai 2023         | 1901 W. 4th St.                                                  | Fordyce       | 100008979 |              |
| 4        | Bank of Carthage                                           |      | 22. Dez. 1982        | AR 229                                                           | Carthage      | 82000806  |              |
| 5        | Bird Kiln                                                  |      | 29. Mai 1975         | 10 km südwestlich von Leola abseits der AR 9                     | Leola         | 75000381  |              |
| 6        | Brazeale Homestead                                         |      | 28. Okt. 1983        | südöstlich der AR 128                                            | Pine Grove    | 83003463  |              |
| 7        | Butler-Matthews Homestead                                  |      | 28. Okt. 1983        | südwestlich von Tulip abseits der AR 9                           | Tulip         | 83003465  |              |
| 8        | Charlotte Street Historic District                         |      | 14. Sep. 1987        | grob begrenzt von Holmes, Charlotte, Broadway und E. College St. | Fordyce       | 87001348  |              |
| 9        | Cotton Belt Railroad Depot-Fordyce                         |      | 11. Juni 1992        | südwestliche Ecke von Main und First St.                         | Fordyce       | 92000608  |              |
| 10       | Culbertson Kiln                                            |      | 29. Mai 1975         | östlich von Princeton an der Stark Bland Rd.                     | Princeton     | 75000382  |              |
| 11       | Dallas County Courthouse                                   |      | 27. März 1984        | 3rd und Oak St.                                                  | Fordyce       | 84000677  |              |
| 12       | Dallas County Training School High School Building         |      | 21. Jan. 2004        | 934 Center St.                                                   | Fordyce       | 03001455  |              |
| 13       | Elliott House                                              |      | 27. März 1984        | 309 Pine St.                                                     | Fordyce       | 84000681  |              |
| 14       | Fielder House                                              |      | 28. Okt. 1983        | US 79B                                                           | Fordyce       | 83003467  |              |
| 15       | First Presbyterian Church                                  |      | 28. Okt. 1983        | AR 79B                                                           | Fordyce       | 83003468  |              |
| 16       | First United Methodist Church                              |      | 28. Okt. 1983        | E. 4th und Spring Sts.                                           | Fordyce       | 83003469  |              |
| 17       | Fordyce Commercial Historic District                       |      | 20. Mai 2008         | grob begrenzt von Oak, 5th und Spring St. sowie AR 274           | Fordyce       | 08000436  |              |
| 18       | Fordyce Home Accident Ins. Co.                             |      | 22. Dez. 1982        | 300 Main                                                         | Fordyce       | 82000807  |              |
| 19       | Fordyce Overpass                                           |      | 11. Sep. 2023        | 4th Street über die Fordyce and Princeton Railroad               | Fordyce       | 100009338 |              |
| 20       | Garrison Place                                             |      | 28. Okt. 1983        | südlich von AR 48                                                | Carthage      | 83003470  |              |
| 21       | Capt. Goodgame House                                       |      | 28. Okt. 1983        | AR 128                                                           | Holly Springs | 83003471  |              |
| 22       | Gulf Oil Filling Station                                   |      | 13. März 2023        | 211 West 4th Street                                              | Fordyce       | 100008559 |              |
| 23       | Hampton Springs Cemetery (Black Section)                   |      | 28. Okt. 1983        | an der AR 48                                                     | Carthage      | 83003473  |              |
| 24       | Ed Knight House                                            |      | 28. Okt. 1983        | abseits der AR 128                                               | Pine Grove    | 83003524  |              |
| 25       | George W. Mallett House                                    |      | 28. Okt. 1983        | abseits AR 8                                                     | Princeton     | 83003526  |              |
| 26       | Marathon Oil Service Station                               |      | 10. Mai 2001         | E. Second und Spring St.                                         | Fordyce       | 01000484  |              |
| 27       | Mt. Carmel Methodist Church                                |      | 28. Okt. 1983        | AR 9                                                             | Jacinto       | 83003528  |              |
| 28       | Mt. Zion Methodist Church                                  |      | 28. Okt. 1983        | NE of Carthage                                                   | Carthage      | 83003529  |              |
| 29       | Nutt-Trussell Building                                     |      | 4. März 2001         | 202 N. Main St.                                                  | Fordyce       | 01000110  |              |
| 30       | Princeton Cemetery                                         |      | 27. März 1984        | abseits AR 9                                                     | Princeton     | 84000872  |              |
| 31       | Prosperity Baptist Church                                  |      | 22. Mai 2003         | AR 8 W                                                           | Ramsey        | 03000421  |              |
| 32       | Rock Island Railway Depot                                  |      | 28. Okt. 1983        | 3rd St.                                                          | Fordyce       | 83003534  |              |
| 33       | John Russell House                                         |      | 28. Okt. 1983        | 904 Charlotte St.                                                | Fordyce       | 83003535  |              |
| 34       | Sardis Methodist Church                                    |      | 28. Okt. 1983        | NE of Pine Grove off AR 128                                      | Sparkman      | 83003540  |              |
| 35       | Jessie B. Smith House                                      |      | 28. Okt. 1983        | abseits US 79                                                    | Fordyce       | 83003541  |              |
| 36       | Tennessee, Alabama & Georgia Railway Steam Locomotive #101 |      | 24. Jan. 2008        | nordwestlich der Kreuzung von N. Main St. und Union Pacific RR.  | Fordyce       | 07001425  |              |
| 37       | Thomas Homestead                                           |      | 27. März 1984        | abseits der AR 7                                                 | Fairview      | 84000895  |              |
| 38       | Tulip Cemetery                                             |      | 28. Okt. 1983        | abseits AR 9                                                     | Tulip         | 83003543  |              |
| 39       | Waters House                                               |      | 22. Dez. 1982        | 515 Oak St.                                                      | Fordyce       | 82000808  |              |
| 40       | Welch Pottery Works                                        |      | 12. Mai 1975         | Adresse Verschlusssache                                          | Tulip         | 75000383  |              |
| 41       | Wommack Kiln                                               |      | 10. Juni 1975        | südöstlich von Wave an der Wave Rd.                              | Wave          | 75000384  |              |
| 42       | Wynne House                                                |      | 28. Okt. 1983        | 4th St.                                                          | Fordyce       | 83003544  |              |